# Sternocoelopsis
Sternocoelopsis är ett släkte av skalbaggar. Sternocoelopsis ingår i familjen stumpbaggar.
Kladogram enligt Catalogue of Life:
| Sternocoelopsis | \| \| Sternocoelopsis auricomus \| \| \| \| \| \| Sternocoelopsis nevermanni \| \| \| \| \| \| Sternocoelopsis veselyi \| \| \| \| |
|                 | \| \| Sternocoelopsis auricomus \| \| \| \| \| \| Sternocoelopsis nevermanni \| \| \| \| \| \| Sternocoelopsis veselyi \| \| \| \| |
|                 | Sternocoelopsis auricomus |
|                 | |
|                 | Sternocoelopsis nevermanni |
|                 | |
|                 | Sternocoelopsis veselyi |
|                 | |